# 2018 ve filmu
Toto je seznam filmů, jejichž premiéra je plánována na rok 2018.

## České filmy
- Akumulátor 1 (obnovená premiéra, režie: Jan Svěrák)
- Alenka v zemi zázraků (režie: Jana Kristina Studničková a Otakáro Maria Schmidt)
- Archa světel a stínů (dokumentární film, režie: Jan Svatoš)
- Až přijde válka (česko-chorvatský dokumentární film, režie: Jan Gebert)
- Backstage (slovensko-český film, režie: Andrea Sedláčková)
- Batalives: Baťovské životy (dokumentární film, režie: Karolína Zalabáková, Petr Babinec)
- Bílá tma (obnovená premiéra československého filmu, režie: František Čáp)
- Bohu žel (dokumentární film, režie: Saša Dlouhý)
- Bufo Alvarius (dokumentární film, režie: Filip Záruba)
- Bůh s námi – od defenestrace k Bílé hoře (historický televizní film v česko-rakousko-francouzské koprodukci, režie: Zdeněk Jiráský)
- Cirkus Rwanda (česko-slovenský dokumentární film, režie: Michal Varga)
- Cukr a sůl (studentský krátkometrážní film, režie: Adam Martinec)
- Čertí brko (česko-slovenský film, režie: Marek Najbrt)
- Čertoviny (režie: Zdeněk Troška)
- Démanty noci (obnovená premiéra, režie: Jan Němec)
- Do větru (režie: Sofie Šustková)
- Dobrý život sokola Bendy (dokumentární film, režie: Pavel Jurda)
- Doktor Martin: Záhada v Beskydech (česko-slovenský film, režie: Petr Zahrádka)
- Domestik (česko-slovenský film, režie: Adam Sedlák)
- Dukátová skála (režie: Ján Novák)
- Důvěrný nepřítel (česko-slovenský film, režie: Karel Janák)
- Dvě nevěsty a jedna svatba (režie: Tomáš Svoboda)
- Ewa Farna 10: Neznámá známá (česko-polský dokumentární film, režie: Martin Linhart)
- Hastrman (režie: Ondřej Havelka)
- Hmyz (česko-slovenský film, režie: Jan Švankmajer)
- Hovory s TGM (režie: Jakub Červenka)
- Chata na prodej (režie: Tomáš Pavlíček)
- Chvilky (česko-slovenský film, režie: Beata Parkanová)
- Iluze (studentský dokumentární film, režie: Kateřina Turečková)
- Jak se moří revizoři (režie: Eva Toulová)
- Jan Palach (česko-slovenský film, režie: Robert Sedláček)
- Karkulka a sedm trpaslíků (pásmo krátkých filmů)
- Když draka bolí hlava (česko-slovenský film, režie: Dušan Rapoš)
- Kibera: Příběh slumu (dokumentární film, režie: Martin Páv)
- King Skate (dokumentární film, režie: Šimon Šafránek)
- Klapzubova XI. (obnovená premiéra, režie: Ladislav Brom)
- Kluci z hor (režie: Tomáš Magnusek)
- Láska bez bariér (francouzsko-belgicko-český film, režie: Franck Dubosc)
- Limonádový Joe aneb Koňská opera (obnovená premiéra, režie: Oldřich Lipský)
- Máme na víc (dokumentární film, režie: Robin Kvapil, Radim Procházka)
- Markéta chce taštičku (dokumentární krátkometrážní film, režie: Miroslav Janek)
- Mars (režie: Benjamin Tuček)
- Mimi & Líza: Záhada vánočního světla (slovensko-český film, režie: Ivana Šebestová a Katarína Kerekesová)
- Mimořádná zpráva (dokumentární film, režie: Tomáš Bojar)
- Miss Hanoi (česko-slovenský film, režie: Zdeněk Viktora)
- Můj neznámý vojín (česko-slovensko-lotyšský dokumentární film, režie: Anna Kryvenko)
- Na krátko (režie: Jakub Šmíd)
- Neklidná hranice (česko-lotyšský film, režie: Davis Simanis jr.)
- Nic jako dřív (dokumentární film, režie: Lukáš Kokeš, Klára Tasovská)
- Nina (slovensko-český film, režie: Juraj Lehotský)
- Obchod na korze (obnovená premiéra československého filmu, režie: Ján Kadár, Elmar Klos)
- Odborný dohled nad výkladem snu (režie: Pavel Göbl)
- Pasažéři (dokumentární film, režie: Jana Boršková)
- Pat a Mat: Zimní radovánky (animovaný film, režie: Marek Beneš)
- Pat a Mat znovu v akci (animovaný film, režie: Marek Beneš)
- Pepa (režie: Ján Novák)
- Planeta Česko (dokumentární film, režie: Marián Polák)
- Po čem muži touží (režie: Rudolf Havlík)
- Prezident Blaník (režie: Marek Najbrt)
- Sklep (slovensko-rusko-český film, režie: Igor Vološin)
- Svědkové Putinovi (lotyšsko-švýcarsko-český dokumentární film, režie: Vitalij Manskij)
- Špión, který mi dal kopačky (americko-rakousko-český film, režie: Susanna Fogel)
- Švéd v žigulíku (dokumentární film, režie: Petr Horký)
- Tátova volha (režie: Jiří Vejdělek)
- Teambuilding (režie: Ján Novák)
- Ten, kdo tě miloval (režie: Jan Pachl)
- TGM Osvoboditel (obnovená premiéra československého dokumentárního filmu, režie: Věra Chytilová)
- Tlumočník (slovensko-česko-rakouský film, režie: Martin Šulík)
- Toman (česko-slovenský film, režie: Ondřej Trojan)
- Touch Me Not (rumunsko-německo-česko-bulharsko-francouzský film, režie: Adina Pintilie)
- Úsměvy smutných mužů (režie: Dan Svátek)
- Útěk (polsko-česko-švédský film, režie: Agnieszka Smoczyńska)
- V Mosulu (dokumentární film, režie: Jana Andert)
- Věčně tvá nevěrná (režie: Milan Cieslar)
- Vratislav Effenberger aneb Lov na černého žraloka (dokumentární film, režie: David Jařab)
- Všechno bude (česko-slovinsko-polsko-slovenský film, režie: Olmo Omerzu)
- Zborov (obnovená premiéra, režie: Jan Alfréd Holman, Jiří Slavíček)
- Zlatý podraz (režie: Radim Špaček)
- Zoufalé ženy dělají zoufalé věci (režie: Filip Renč)

## Zahraniční filmy
- Padesát odstínů svobody (9. únor – USA, 8. únor – ČR)
- Equalizer 2 (13. září – ČR)
- Avengers: Infinity War (27. dubna – USA, 3. květen – ČR)
- Želvy Ninja 3
- Labyrint: Vražedná léčba (11. leden – ČR)
- Mizerové 3 (18. leden – ČR)
- Aquaman (4. říjen – ČR)
- Godzilla: King of Monsters (8. červen – USA, 21. březen 2019 ČR)
- Ready Player One (29. březen – ČR)
- Ant-Man a Wasp (5. červenec – ČR)
- Jurský svět: Zánik říše (22. červen – USA, 21. červen – ČR)
- Black Panther (16. února – USA, 15. února – ČR)
- Fantastická zvířata: Grindelwaldovy zločiny (15. listopad – ČR)
- Hotel Transylvánie 3: Příšerózní dovolená (27. září – ČR)
- Croodsovi 2
- Deadpool 2 (18. květen – USA)
- Úžasňákovi 2 (14. červen – ČR)
- Madagaskar 4
- Bohemian Rhapsody
- How the Grinch Stole Christmas (8. listopad – ČR)
- Paul Sanchez est revenu! (23. květen – Francie)
- Batman Unveiled
- Non è mai Passato (Itálie)
- An L.A. Minute
- The Week Of
- Nancy
- U brány věčnosti
- Sněžná mela
- Non Fiction
- Cizinec ve vlaku